# Esquadrão N.º 37 da RAF
O Esquadrão N.º 37 foi um esquadrão da Real Força Aérea que existiu durante diversos períodos durante o século XX. Formado no dia 15 de Abril de 1916 como um esquadrão para aeronaves experimental, foi mais tarde reformado para desempenhar missões de defesa aérea, missão que desempenhou até ao fim da Primeira Guerra Mundial. Inactivo entreguerras, voltou a ser formado em 1937 como esquadrão de bombardeiros, missão que desempenhou até ao cessar das hostilidades. No pós-guerra, existiu brevemente entre 1947 e 1967, não voltando a ser reformado até à actualidade.